# Dogtown and Z-Boys
Dogtown and Z-Boys è un documentario  del 2001, diretto da Stacy Peralta, uno degli ex componenti degli Z-Boys. Dalla stessa idea venne tratto anche il film hollywoodiano, Lords of Dogtown.

## Trama
La storia, ambientata nel 1975, riprende da vicino l'evoluzione dello  skateboard avvenuta a Los Angeles ad opera della crew degli Z-Boys, delle loro incursioni nelle piscine vuote dei ricchi di Beverly Hills dove mettono a punto le nuove tecniche.

## Riconoscimenti
- Independent Spirit Awards 2002
  - Miglior documentario